# Зелёный Гай (Волновахский район)
Зелёный Гай (укр. Зелений Гай) — село на Украине, находится в Волновахском районе Донецкой области. Подчиняется Валерьяновскому сельскому совету.
Код КОАТУУ — 1421581203. Население по переписи 2001 года составляет 79 человек. Почтовый индекс — 85754. Телефонный код — 6244.
3 сентября 2010 года решением Донецкого областного совета границы села были расширены и составили 59,31 га.

## Адрес местного совета
85754, Донецкая область, Волновахский р-н, с. Валерьяновка, ул. Ленина, 43 а